# Atletico Piombino SSD
Atletico Piombino Società Sportiva Dilettantistica, zkráceně jen Piombino je italský klub hrající v sezoně 2023/24 v 6. italskou fotbalovou ligu (Promozione), sídlící ve městě Piombino v regionu Toskánsko.

## Změny názvu klubu
- 1921 – US Piombinese (Unione Sportiva Piombinese)
- 1922 – 1945 – US Sempre Avanti (Unione Sportiva Sempre Avanti)
- 1945/46 – 2003/04 – US Piombino (Unione Sportiva Piombino)
- 2004/05 – Atletico Piombino SSD (Atletico Piombino Società Sportiva Dilettantistica)

## Získané trofeje

### Vyhrané domácí soutěže
- 3. italská liga (1x)

1950/51

## Účast v ligách
| Úroveň soutěže | Název soutěže (nynější název) | První hraná sezona | Poslední hraná sezona | celkem odehraných sezon |
| -------------- | ----------------------------- | ------------------ | --------------------- | ----------------------- |
| 2              | Serie B                       | 1951/52            | 1953/54               | 3                       |
| 3              | Serie C                       | 1931/32            | 1955/56               | 14                      |
| 4              | Serie D                       | 1926/27            | 1977/78               | 18                      |
| 5              | Eccellenza                    | 1978/79            | 1979/80               | 2                       |

## Trenéři

### Známí trenéři v klubu
- Ferruccio Valcareggi (1952–1955)